# Storia dei Tennessee Titans

Il logo dei Tennessee Titans

I Tennessee Titans sono una franchigia professionistica di football americano con sede a Nashville (Tennessee). In precedenza erano noti come Houston Oilers, nati nel 1960 come uno dei membri fondatori della American Football League. Gli Oilers vinsero due campionati AFL prima della fusione tra AFL e NFL.

## Houston Oilers (1960-1996)
La squadra iniziò a giocare nel 1960 a Houston, Texas, come uno dei membri fondatori della American Football League. Gli Oilers vinsero due campionati AFL prima di trasferirsi nella NFL come parte della fusione tra AFL e NFL nel 1970.

Il logo degli Houston Oilers

Gli Oilers erano inseriti nella East Division (con Buffalo Bills, New York Jets e Boston Patriots) della AFL prima della fusione, dopodiché furono spostati nella nuova AFC Central. Gli Oilers sono stati sempre posseduti da Bud Adams, giocando le loro gare interne all'Astrodome per la maggior parte della loro permanenza a Houston (il Jeppesen Stadium e il Rice Stadium ospitarono gli Oilers nei loro primo otto anni).
Gli Oilers furono i primo campioni della American Football League, vincendo il titolo nel 1960 e 1961, gli unici campionati vinti nella loro storia. Essi raggiunsero la finale della AFL anche nel 1962, perdendo dopo due tempi supplementari con i rivali statali dei Dallas Texans. La squadra vinse la AFL East Division nel 1967 e si qualificò per i playoff nel 1969, perdendo entrambe le volte contro gli Oakland Raiders. Dal 1978 al 1980, gli Oilers, guidati Bum Phillips e dal running back futuro membro della Pro Football Hall of Fame Earl Campbell, arrivarono due volte nella finale della AFC, venendo sconfitti in entrambi i casi. Gli Oilers raggiunsero sempre i playoff 1987 al 1993, un'epoca in cui, guidati dal quarterback Warren Moon, raggiunsero i loro unici titoli di division (1991 e 1993). Gli ultimi anni degli Oilers a Houston, in quella che era spesso la seconda division più ostica della lega, si conclusero quasi sempre con record negativi.

## Tennessee Oilers (1997–98)

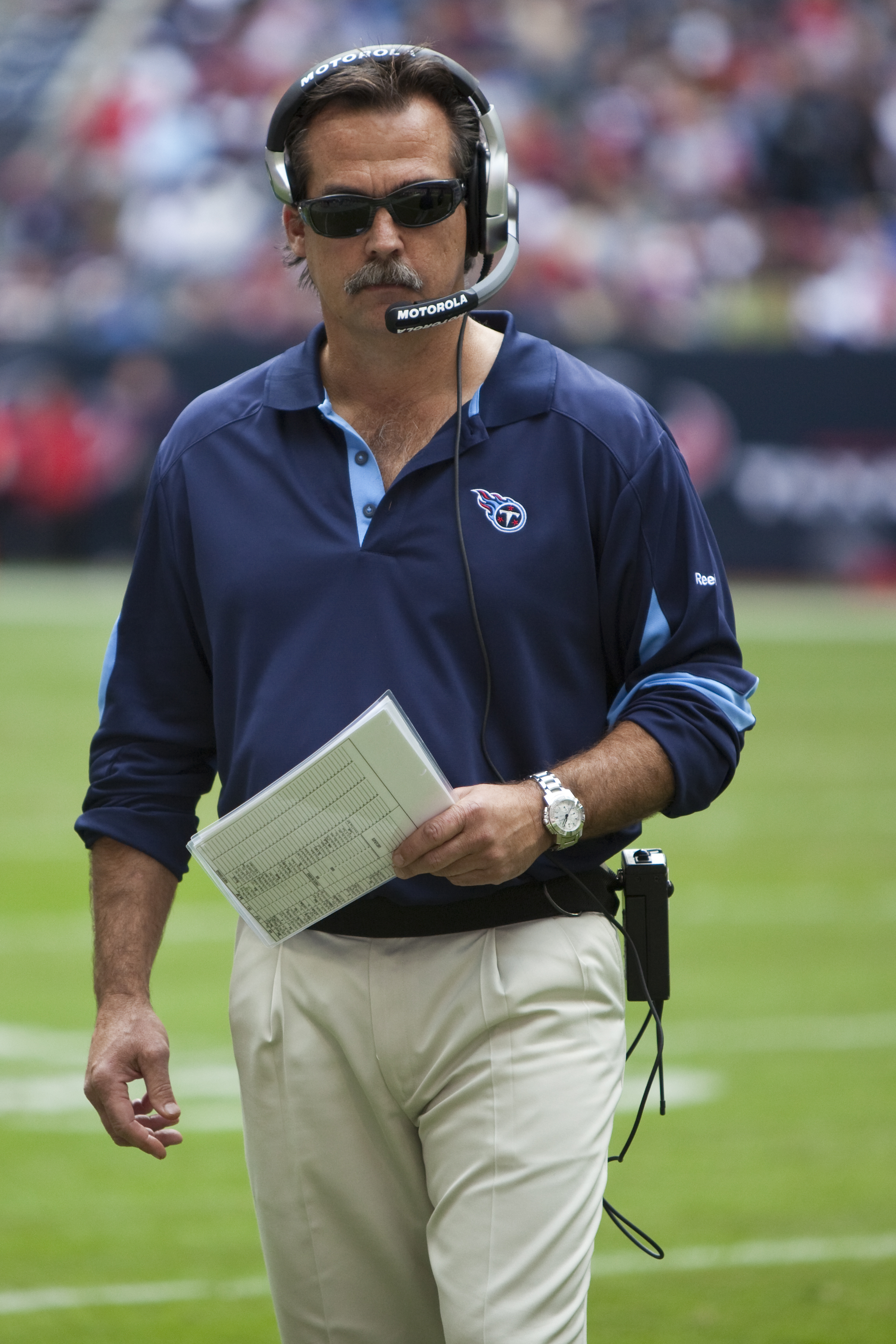
Jeff Fisher allenò gli Oilers/Titans per quasi 17 stagioni.

Dopo la stagione 1996, gli Houston Oilers annunciarono che si sarebbero trasferiti a Nashville per il 1997.
Tuttavia, il nuovo stadio degli Oilers non sarebbe stato pronto fino al 1999, e lo stadio più capiente all'epoca era il Vanderbilt Stadium, nel campus della Vanderbilt University, che poteva contare su soli 41.000 posti a sedere, troppo pochi anche per uno stadio temporaneo secondo gli standard regolamentari della NFL. L'Università, inoltre, era contraria a concedere la vendita di bevande alcoliche durante le manifestazioni sportive.
Il proprietario Bud Adams rifiutò il Vanderbilt Stadium anche come struttura temporanea, ma annunciò la ridenominazione della franchigia in Tennessee Oilers e che la squadra avrebbe disputato le successive due stagioni al Liberty Bowl Memorial Stadium di Memphis. La franchigia avrebbe avuto sede a Nashville, disputando a Memphis solo quattro gare su sedici ed essenzialmente condannando gli Oilers a disputare ben 32 gare in trasferta nei due anni successivi. Lo stadio della University of Tennessee, il Neyland Stadium, sito a Knoxville, era leggermente più vicino alla nuova sede. Nonostante questa agevolazione, Adams lo rifiutò perché i suoi 102.000 posti sarebbero stati impossibili da riempire.

Logo della stagione inaugurale dei Tennessee Oilers.

Anche se all'epoca tale soluzione fu accettata dalla NFL, poche persone, sia a Memphis che a Nashville, ne furono felici. Dopo numerosi tentativi di attirare una franchigia della NFL, gli abitanti di Memphis non ne desideravano una per soli due anni, specialmente una dell'antica rivale. Allo stesso modo, i cittadini di Nashville non furono entusiasti di guidare per 320 km per vedere la “loro” squadra. Inoltre, per una sfortunata sovrapposizione temporale, la strada Interstate 40 era ancora in fase di costruzione nell'area metropolitana di Memphis, portando le normali ore di guida tra le due città da tre a cinque.
Nella stagione 1997 gli Oilers ebbero uno dei minori seguiti casalinghi nella NFL dagli anni cinquanta. Nessuna delle prime nove gare della stagione attrasse più di 27.000 persone (in uno stadio capiente 62.000 posti). I pochi tifosi presenti erano per lo più indifferenti, e per la maggior parte compravano il biglietto per seguire le squadre avversarie. Malgrado ciò, Adams fu inizialmente granitico nel decidere di disputare là anche la stagione successiva. La statistica del pubblico ebbe un'eccezione nell'ultima gara della stagione regolare 1997. Gli Oilers affrontarono i Pittsburgh Steelers al Liberty Bowl Memorial Stadium di fronte a 50.677 tifosi (una folla che non sarebbe potuta essere ragionevolmente contenuta alla Vanderbilt). Tuttavia, i tifosi degli Steelers furono la larga maggioranza della folla (almeno tre quarti secondo una stima giornalistica). Gli Oilers vinsero quella partita per 16-6 e chiusero la stagione con un record di 8 partite vinte e 8 perse.
Adams fu così imbarazzato che cambiò i propri piani di disputare la stagione successiva a Memphis, decidendo infine di trasferirsi allo stadio della Vanderbilt.
Nel campionato 1998 la squadra fu in corsa per i playoff fino a quando non perse le ultime partite, terminando così con lo stesso record della stagione precedente (8-8). Abbastanza sorprendentemente, gli Oilers ebbero un record di 6-2 a Memphis e di 2-6 in trasferta.
Dopo quegli anni, molti sportivi nell'area di Memphis, come in diverse altre aree del Tennessee, iniziarono ad abbracciare i Titans come la propria squadra: la franchigia ha una radio ed una televisione affiliate in quella zona.

## Tennessee Titans (1999-presente)

### Cambio del nome

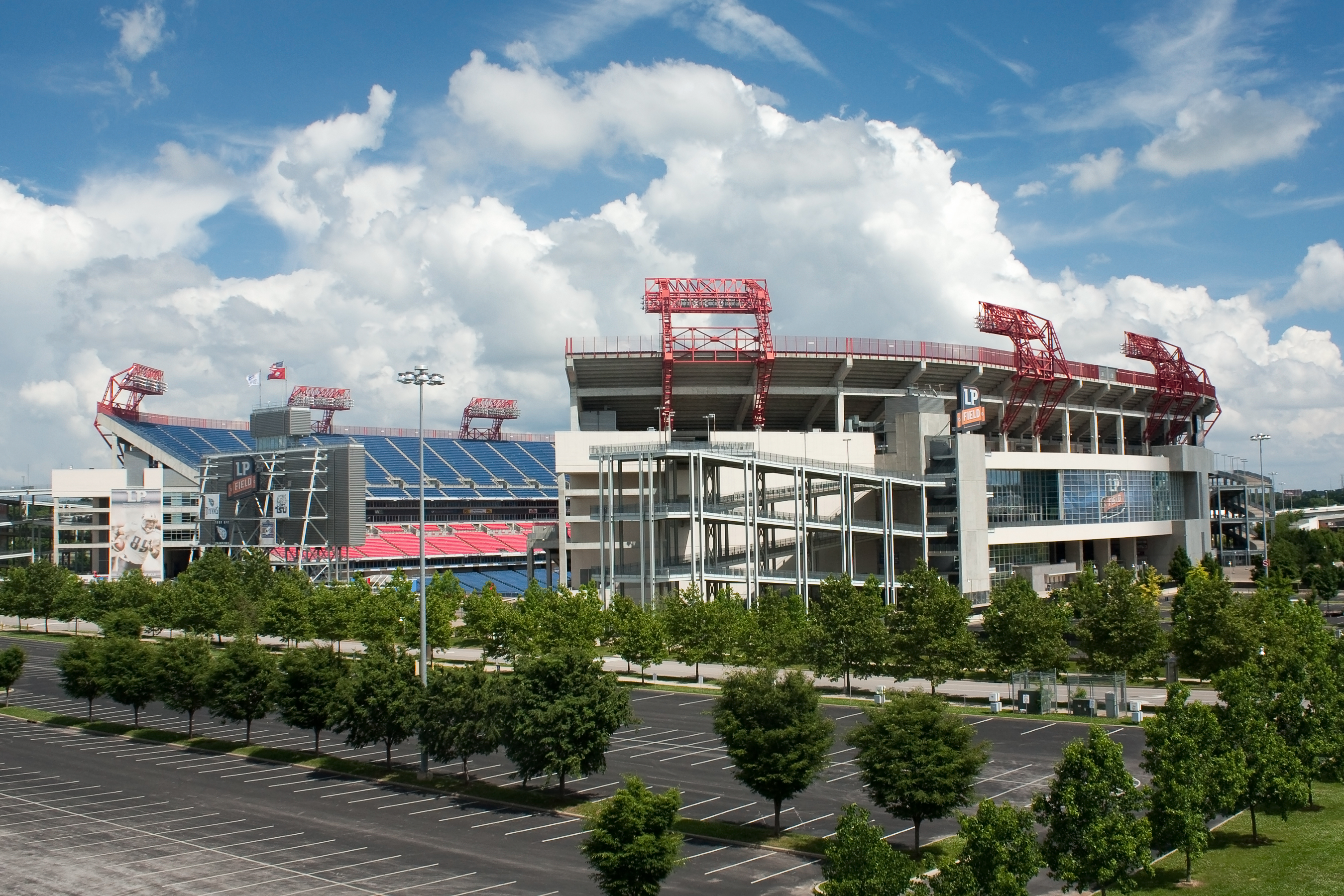
L'Adelphia Coliseum, in seguito rinominato LP Field, casa dei Titans a partire dal 1999.

Durante la stagione 1998, Adams annunciò che, in risposta alle richieste dei tifosi, stava per cambiare il nome agli Oilers in coincidenza dell'apertura del nuovo stadio, per agganciarsi in maniera migliore alla realtà di Nashville. Inoltre dichiarò che la nuova squadra avrebbe mantenuto il retaggio degli Oilers (inclusi i record della squadra), come in precedenza avevano fatto tutte le squadre che si erano trasferite, ad eccezione dei Browns/Ravens e che ci sarebbe stata una Hall of Fame che avrebbe onorato i migliori giocatori di entrambe le epoche.
Adams nominò un comitato per scegliere il nuovo nome, indicando che questo avrebbe dovuto riflettere potenza, forza, leadership e qualità eroiche. Il 22 dicembre, Adams annunciò che gli Oilers sarebbero divenuti noti come Tennessee Titans a partire dal 1999. Il nuovo nome incontrò tutti i requisiti di Adams e servì anche a far guadagnare a Nashville il soprannome "Atene del Sud" (per il suo grande numero di istituti di eccellenza nell'ambito dell'insegnamento, l'architettura classica e la sua riproduzione in scala naturale del Partenone).

### 1999: sconfitta nel Super Bowl

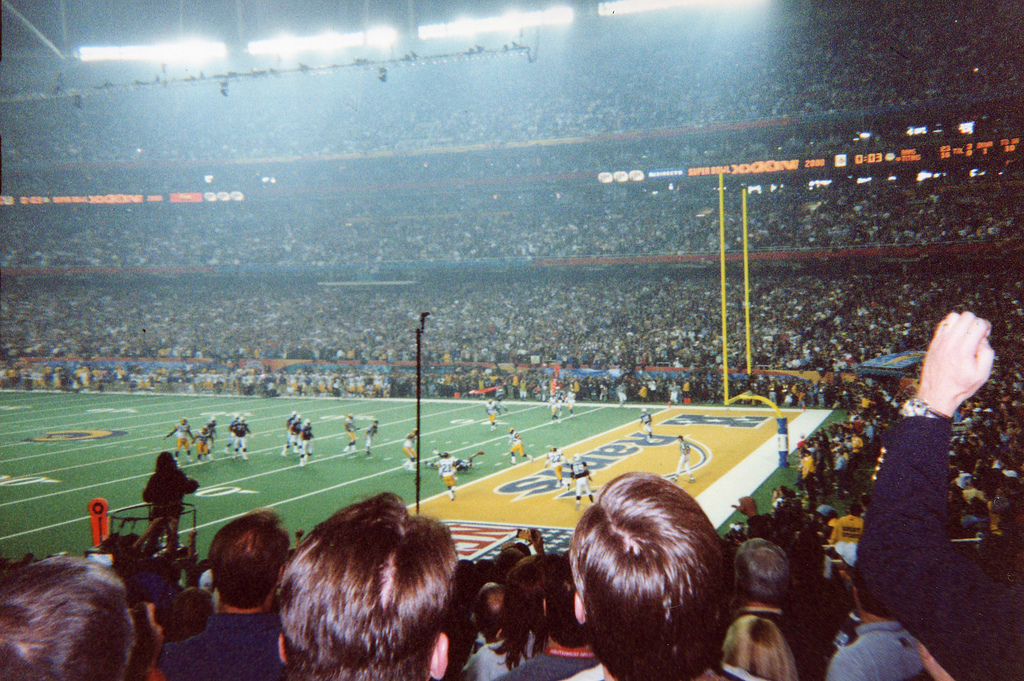
La giocata finale del Super Bowl XXXIV.

Nel 1999 l'Adelphia Coliseum, ora noto come LP Field, fu completato e i Titans ebbero una grande stagione terminando con un record di 13-3, il migliore della storia della franchigia. La squadra vinse la sua prima gara come "Titans" battendo i Cincinnati Bengals in uno stadio tutto esaurito (ogni gara dal trasferimento dei Titans a Nashville ha fatto registrare il tutto esaurito). La squadra giunse seconda per una partita dietro i Jacksonville Jaguars nella AFC Central division e non perse alcuna gara in casa. Tennessee vinse la sua prima gara di playoff contro i Buffalo Bills con una giocata denominata "Home Run Throwback" in una partita divenuta celebre col nome di Music City Miracle: il tight end Frank Wycheck fece un passaggio laterale per Kevin Dyson su un ritorno di kickoff a 16 secondi dal termine della gara con i Titans in svantaggio di un punto. Dyson ritornò il passaggio per 75 yard in touchdown andando a vincere la partita. Nel turno successivo, i Titans batterono gli Indianapolis Colts a Indianapolis e poi i Jaguars a Jacksonville nella finale della AFC. La stagione di Tennessee culminò così con la partecipazione al Super Bowl XXXIV, dove perse contro i St. Louis Rams quando Kevin Dyson fu placcato a una sola yard dalla end zone (mantenendo il vantaggio di 23-16 dei Rams) mentre il tempo andava esaurendosi, in un'azione divenuta nota come "The Tackle".

### 2000-2003

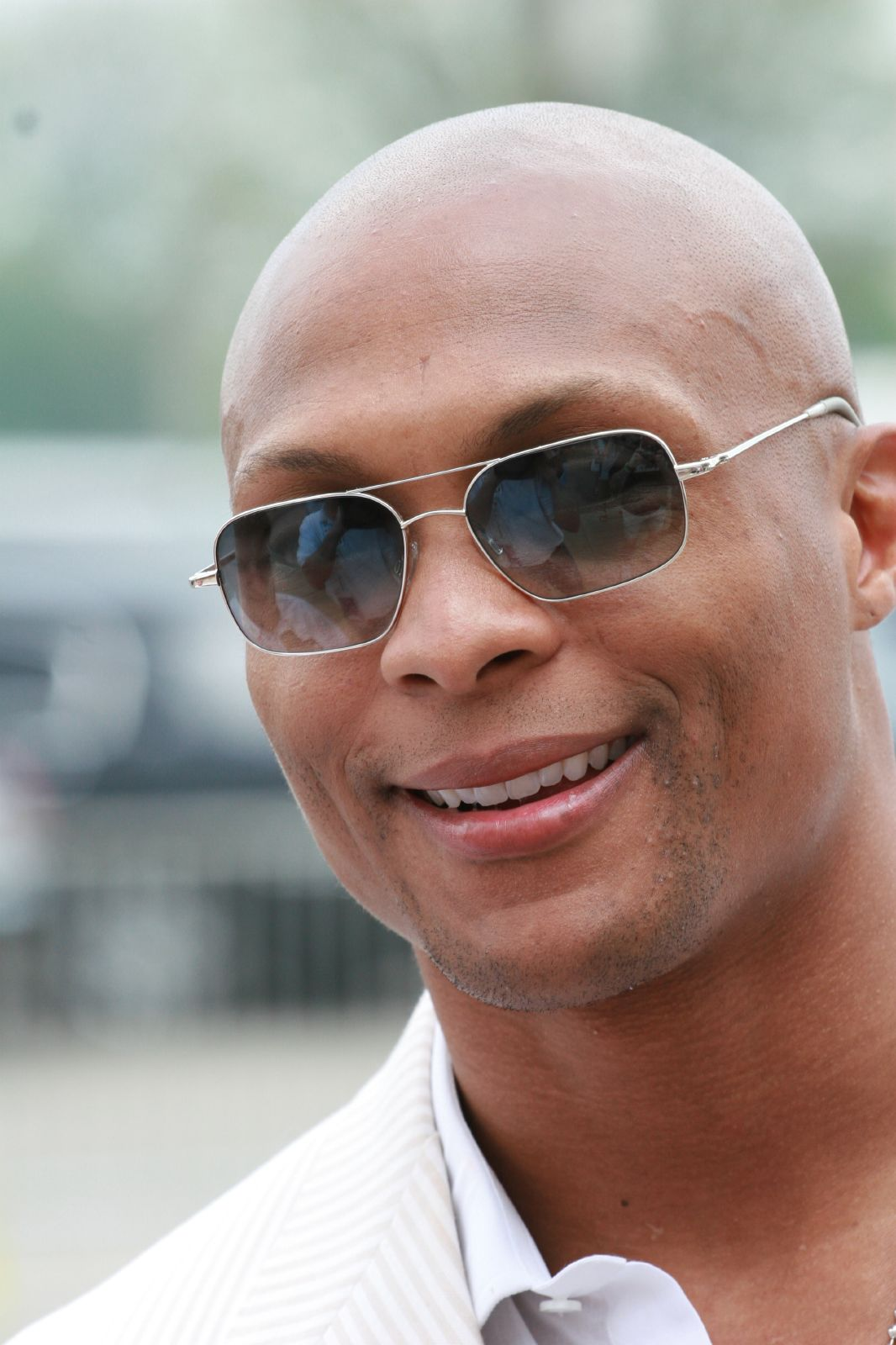
Eddie George fu svincolato nel 2003 dai Titans per problemi di salary cap.

Nel 2000 i Titans terminarono col miglior record della NFL, 13–3, e vinsero il loro terzo titolo della AFC Central, il primo dal trasferimento, gli altri due li avevano vinti come Houston Oilers nel 1991 e nel 1993. La squadra fu sconfitta nei divisional playoff dai futuri vincitori del Super Bowl, i Baltimore Ravens.
Nel 2002, malgrado l'aver iniziato la stagione perdendo quattro delle prime cinque partite, i Titans terminarono con un record di 11-5, giungendo fino alla finale della AFC, dove persero contro gli Oakland Raiders. Nel 2003 il quarterback Steve McNair vinse il premio di MVP della NFL, condividendolo con Peyton Manning. La squadra terminò con un record di 12-4 raggiungendo i playoff in cui nel turno delle wild card batté i Baltimore Ravens. Fu eliminata nel successivo dai New England Patriots che avrebbero vinto il Super Bowl.

### 2004

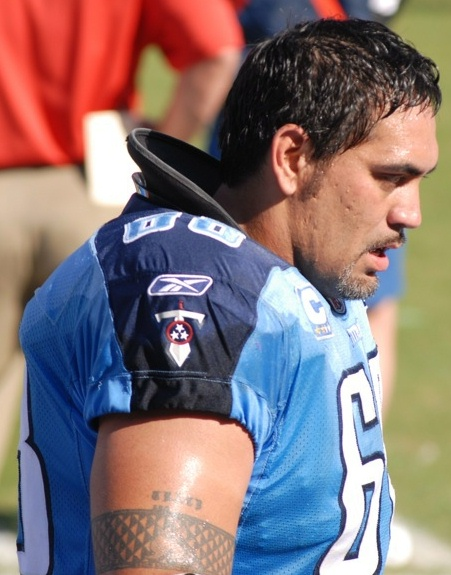
Il C Kevin Mawae, uno dei migliori della sua generazione nel suo ruolo.

La stagione 2004 vide i Titans avere un numero di infortuni particolarmente alto e terminare con un record di 5-11, al 2014 il secondo peggiore da quando giocano nel Tennessee. Molti giocatori chiave furono scambiati o svincolati dalla dirigenza dei Titans, inclusi Derrick Mason, Samari Rolle e Kevin Carter, per rimanere entro i limiti del salary cap.

### 2005
Nel 2005 i Titans iniziarono la stagione come la squadra più giovane della NFL. Diversi rookie entrarono nella squadra del 2005, inclusa la scelta del primo giro, il cornerback Adam "Pacman" Jones, l'offensive tackle Michael Roos e i tre wide receiver Brandon Jones, Courtney Roby e Roydell Williams. Dopo avere perso la prima gara della stagione in trasferta per 34-7 contro i Pittsburgh Steelers e poi vinto in casa contro i Baltimore Ravens per 25–10, la squadra uscì presto dalla lotta per i playoff. Perse infatti in trasferta contro i St. Louis Rams 31–27 e poi contro i Colts rivali di division 31–10. Vi fu poi la vittoria contro la squadra che li sostituì a Houston, i Texans, per 34–20, prima di perdere cinque gare consecutive. La squadra tornò alla vittoria in casa contro i San Francisco 49ers per 33–22 ma fu poi spazzata via in trasferta dai Colts per 35–3. Tennessee batté ancora i Texans 13–10 in quella che fu l'ultima vittoria dell'anno, perdendo le restanti gare contro Seattle Seahawks (28–24), Miami Dolphins (24–10) e Jacksonville Jaguars (40–13). Il record finale della stagione fu 4–12.

### 2006

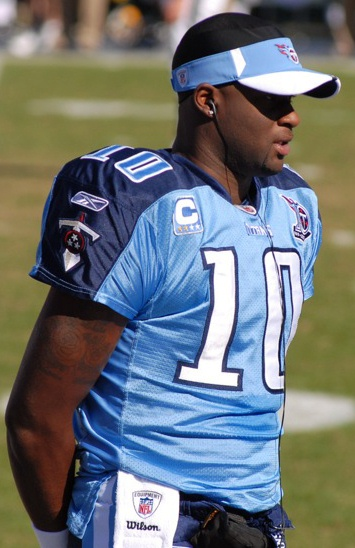
Il QB Vince Young, 3ª scelta assoluta al Draft NFL 2006.

Nel Draft NFL 2006 Tennessee scelse come terzo assoluto il quarterback dall'Università del Texas Vince Young, terminando con un record di 8-8, mentre nelle gare in cui Young partì come titolare la squadra ebbe un record di 8-5, incluse sei vittorie consecutive. Le possibilità della squadra di raggiungere i playoff si interruppero a causa di una sconfitta contro New England per 40-23. Floyd Reese si dimise come vice presidente esecutivo/general manager della franchigia il 5 gennaio 2007 dopo tredici stagioni alla guida della squadra, venendo sostituito il 12 febbraio da Mike Reinfeldt. A fine stagione, Young fu premiato come rookie offensivo dell'anno.

### 2007
Dopo avere iniziato la stagione con un promettente record di 6–2, i Titans persero quattro delle successive cinque gare, scendendo a un record di 7-6. Vinsero però le seguenti tre, inclusa una fondamentale contro gli Indianapolis Colts. Si trovarono appaiati per l'ultimo posto disponibile per i playoff coi Cleveland Browns, ma grazie alla classifica avulsa la franchigia di Nashville si qualificò con un record di 10–6. Nel turno delle wild card fu eliminata dai San Diego Chargers per 17–6.

### 2008

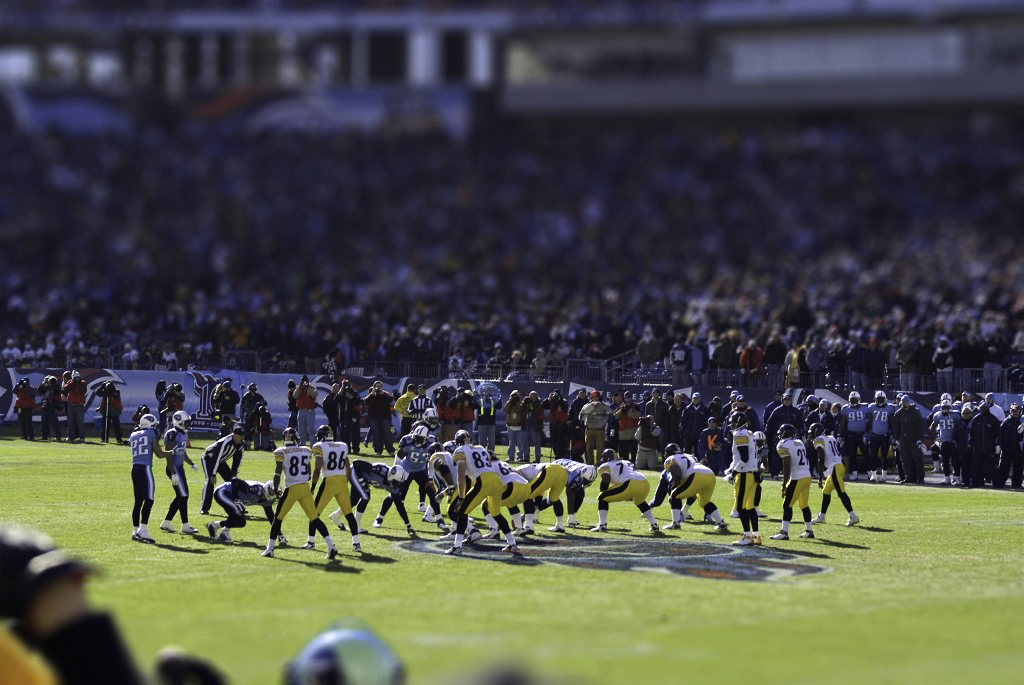
Una fase di gioco di Steelers-Titans del.

La stagione iniziò con la scelta nel draft del running back Chris Johnson dalla East Carolina University, col ritorno dell'ex Titan Jevon Kearse e l'arrivo dell'ex tight end degli Atlanta Falcons Alge Crumpler. Dopo un infortunio accorso nella settimana 1 a Vince Young, Kerry Collins prese il posto di quarterback titolare e guidò i Titans a vincere tutte le prime dieci partite, prima di perdere per mano dei New York Jets il 23 novembre.
I Titans reagirono battendo per 47–10 i Detroit Lions nella gara del Giorno del Ringraziamento. Nella settimana 14, Tennessee si aggiudicò il suo secondo titolo della AFC South con una vittoria per 28-9 sui Cleveland Browns. Quella settimana il rookie Johnson corse 19 volte per 136 yard e un touchdown e Lendale White corse 99 yard e un touchdown. Più tardi si aggiudicarono la possibilità di accedere direttamente al secondo turno dei playoff grazie alla sconfitta dei New York Jets. Il 21 dicembre 2008, i Titans affrontarono i Pittsburgh Steelers per decidere quale sarebbe stata la prima squadra nel tabellone della AFC. I Titans vinsero 31-14 e si aggiudicarono il vantaggio casalingo per tutti i playoff. Il loro record finale fu di 13-3, pareggiando il primato di franchigia. Sabato 10 gennaio, Tennessee perse in casa per 13–10 contro i Baltimore Ravens, che in precedenza avevano battuto Miami nel turno delle wild card. La partita di playoff contro Baltimore vide i Titans perdere tre palloni nella red zone e accumulare 12 penalità.

### 2009

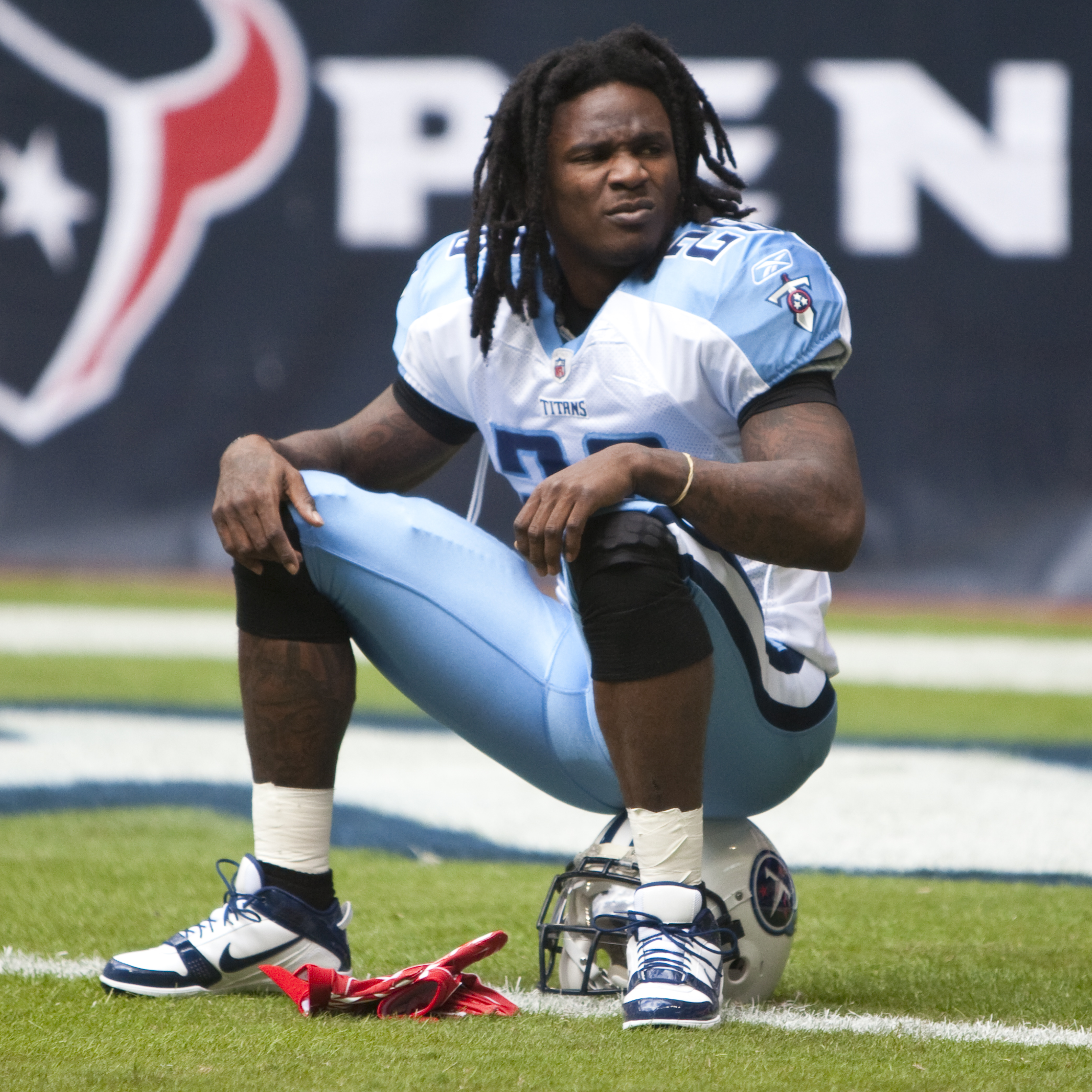
Nel 2009 Chris Johnson giocò una delle migliori stagioni della storia per un running back.

Dopo la stagione di successo nel 2008, i Titans sembravano una squadra promettente all'inizio del 2009. Tuttavia, nella gara di apertura contro Pittsburgh giunse una sconfitta ai tempi supplementari per 13-10 e da lì in poi la squadra collassò nelle successive cinque gare, culminando in una disfatta persa per 59-0 per mano di New England. Dopo la settimana di pausa, fu deciso che Vince Young avrebbe sostituito Kerry Collins come quarterback titolare. La squadra si riprese vincendo cinque partite consecutive, inclusa una contro i campioni della NFC in carica, gli Arizona Cardinals, grazie a un drive vincente da 99 di Vince Young, culminato con il passaggio da touchdown vincente su una situazione di quarto down a 6 secondi dal termine per Kenny Britt.

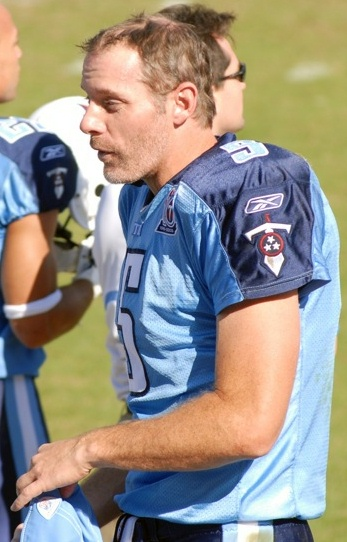
Kerry Collins trascorse del tempo come quarterback dei Titans tra il 2006 e il 2011.

Durante la gara casalinga della settimana 10 contro Buffalo, Bud Adams fu visto rivolgere un gesto osceno verso la panchina dei Bills e il commissioner della NFL Roger Goodell (anch'egli presente alla partita) lo multò di 25.000 dollari. Successivamente, Tennessee perse con Indianapolis, vinse contro St. Louis e Miami, a perse a San Diego e vinse l'ultima gara della stagione a Seattle terminando con un record di 8-8. Non solo i Titans vinsero otto delle ultime dieci gare della stagione, ma il running back Chris Johnson divenne solamente il sesto giocatore della storia della NFL a correre duemila yard in una stagione (2.006), superando il record di Marshall Faulk per il maggior numero di yard guadagnate dalla linea di scrimmage con oltre 2.550.

### 2010

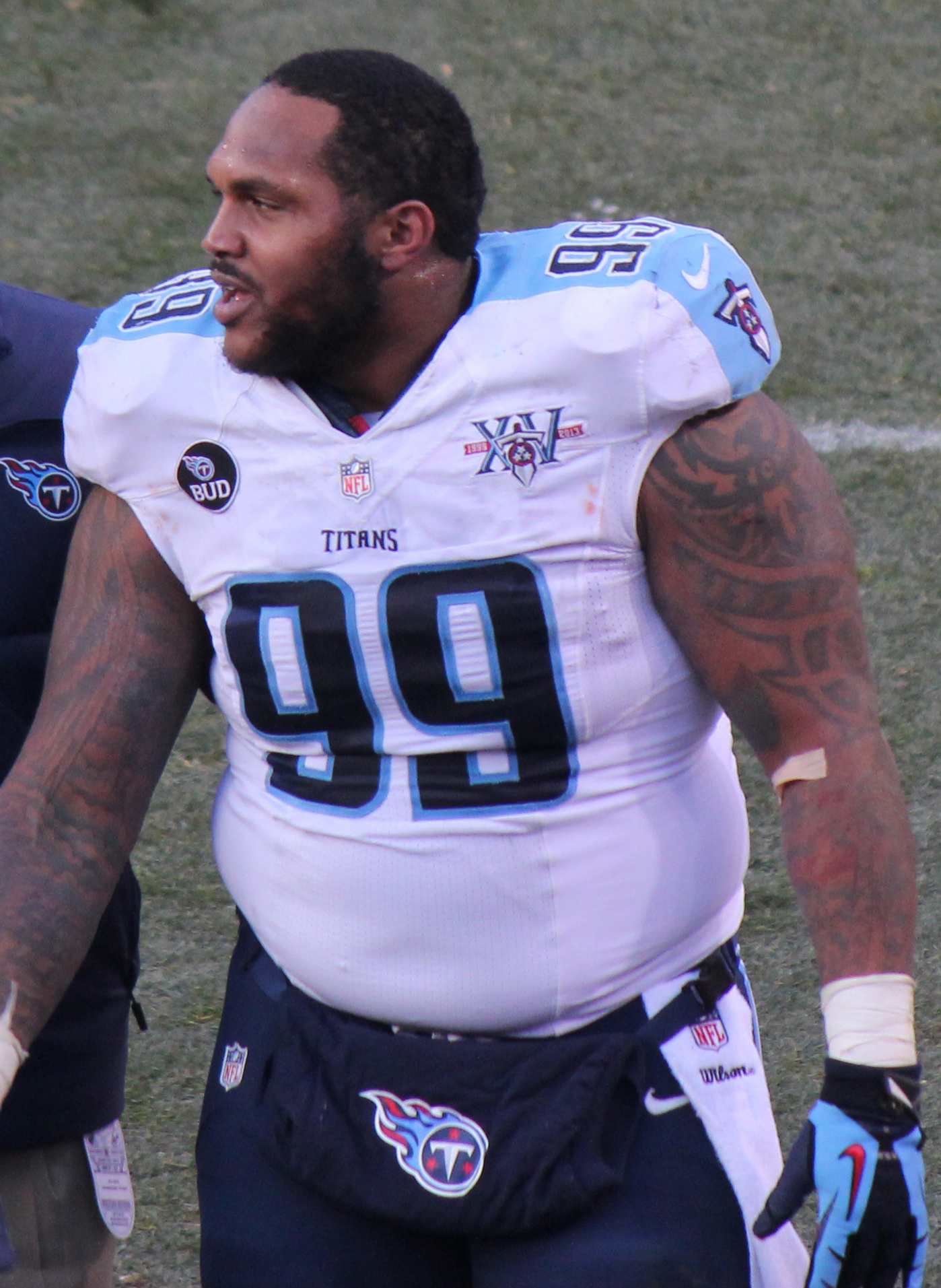
Il DT Jurrell Casey, scelta del 3º giro al Draft NFL 2011.

I Titans iniziarono la stagione 2010 alternando vittorie e sconfitte. Sconfissero nettamente Oakland nella settimana 1 e poi furono battuti dagli Steelers nella settimana 2. Nella settimana 3 batterono i Giants in trasferta per 29-10, poi persero a Denver, e vinsero a Dallas iniziando con un record di 3-2. La settimana seguente ottennero una netta vittoria nel Monday Night Football contro Jacksonville (30-3). Nella settimana 7 batterono Philadelphia 37-19 in rimonta segnando 27 punti nel quarto periodo. Il wide Receiver Kenny Britt fu il mattatore della gara con 225 yard ricevute, 3 touchdown e 7 ricezioni. Dopo una sconfitta contro i Chargers per la settimana 8, i Titans ingaggiarono il recentemente svincolato Randy Moss. Nonostante questo reclamizzato acquisto, Tennessee non riuscì a battere i Dolphins dopo la settimana di pausa. Nella settimana 11, in casa contro i Washington Redskins, i Titans persero Young per un infortunio al pollice e furono sconfitti 19-16 ai supplementari. A fine gara, Young ebbe un furioso diverbio con l'allenatore Fisher, che lo fece escludere dalla squadra per tutta la stagione, svincolandolo alla fine della stessa. Le sconfitte continuarono fino alla vittoria nella settimana 15 contro gli Houston Texans tenendo la loro stagione viva su un record di 6-8. La squadra perse le ultime due gare con Colts e Kansas City Chiefs, terminando con un bilancio di 6-10.

### 2011

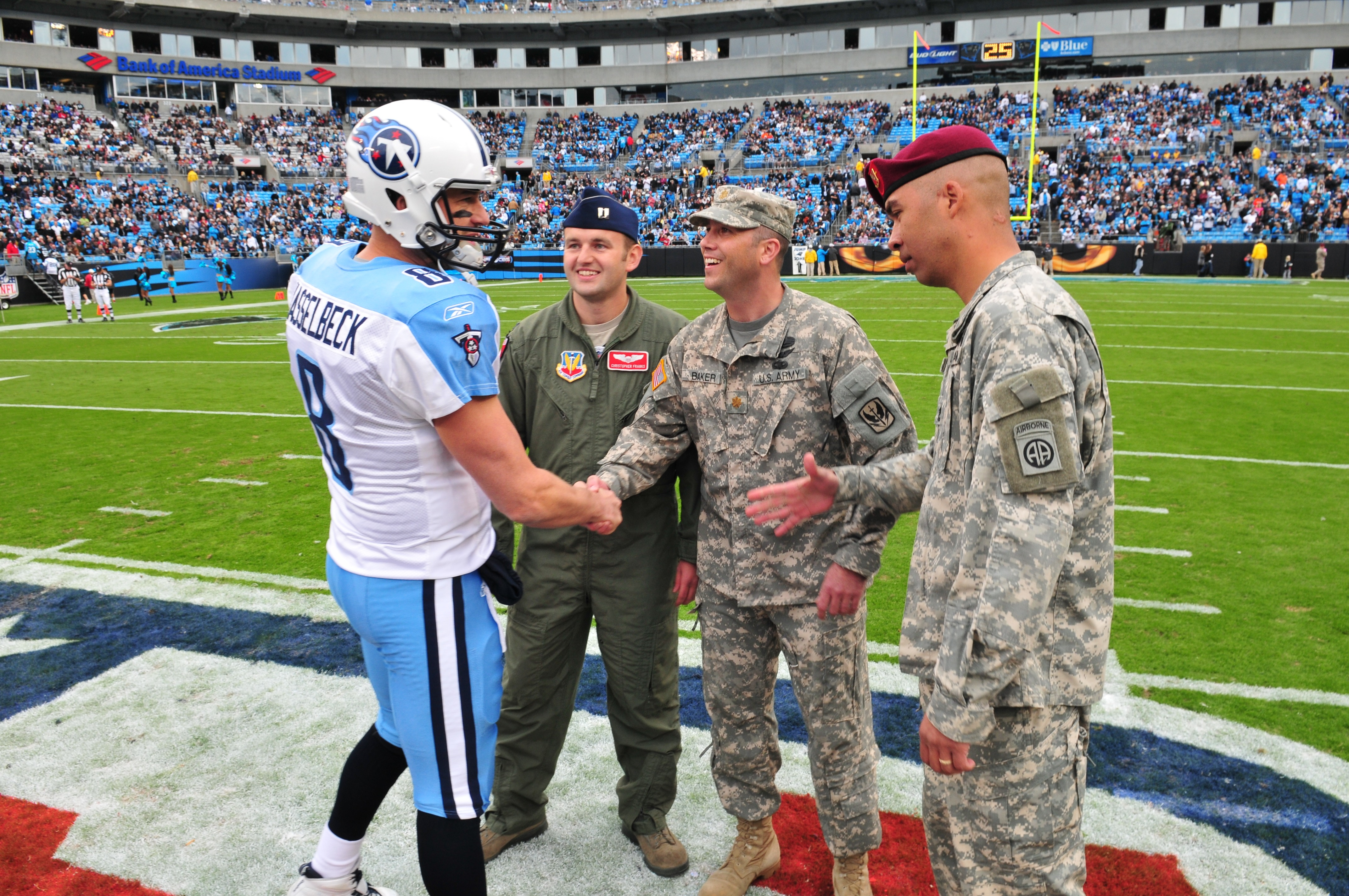
Matt Hasselbeck fu il quarterback titolare durante la stagione.

Alla fine della stagione 2010 Bud Adams, da sempre schierato in favore di Young, ammise che la scelta migliore per la squadra sarebbe stata svincolarlo o scambiarlo. Il 27 gennaio 2011, i Titans e Jeff Fisher si separarono dopo 17 stagioni in tre differenti città. Il 7 febbraio Mike Munchak fu nominato suo sostituto. Nel Draft NFL 2011 la squadra scelse il quarterback dall'Università di Washington Jake Locker come ottavo assoluto. Nel frattempo il veterano di 15 stagioni Kerry Collins si ritirò dalla NFL (salvo cambiare idea un mese dopo e firmare coi Colts). Il 29 luglio 2011, un altro quarterback veterano, Matt Hasselbeck dai Seahawks firmò un contratto triennale del valore di 21 milioni di dollari coi Tennessee Titans. Nel training camp estivo prima dell'inizio della stagione, Chris Johnson non si presentò ritenendo di meritare un cospicuo rinnovo contrattuale. Come leader della franchigia in yard corse dal 2008 (4.598 yard) avrebbe dovuto guadagnare poco più di un milione di dollari nel 2011. Il 1º settembre, Johnson divenne il running back, più pagato firmato un contratto quadriennale del valore di 30 milioni di dollari, concludendo il suo sciopero.
Con Hasselbeck come titolare, i Titans vinsero tre delle prime quattro gare ma poi alternarono vittorie e sconfitte. Terminarono con un record di 9-7, rimanendo in competizione per i playoff fino all'ultima giornata ma non riuscendo ad accedervi alla fine.

### 2012

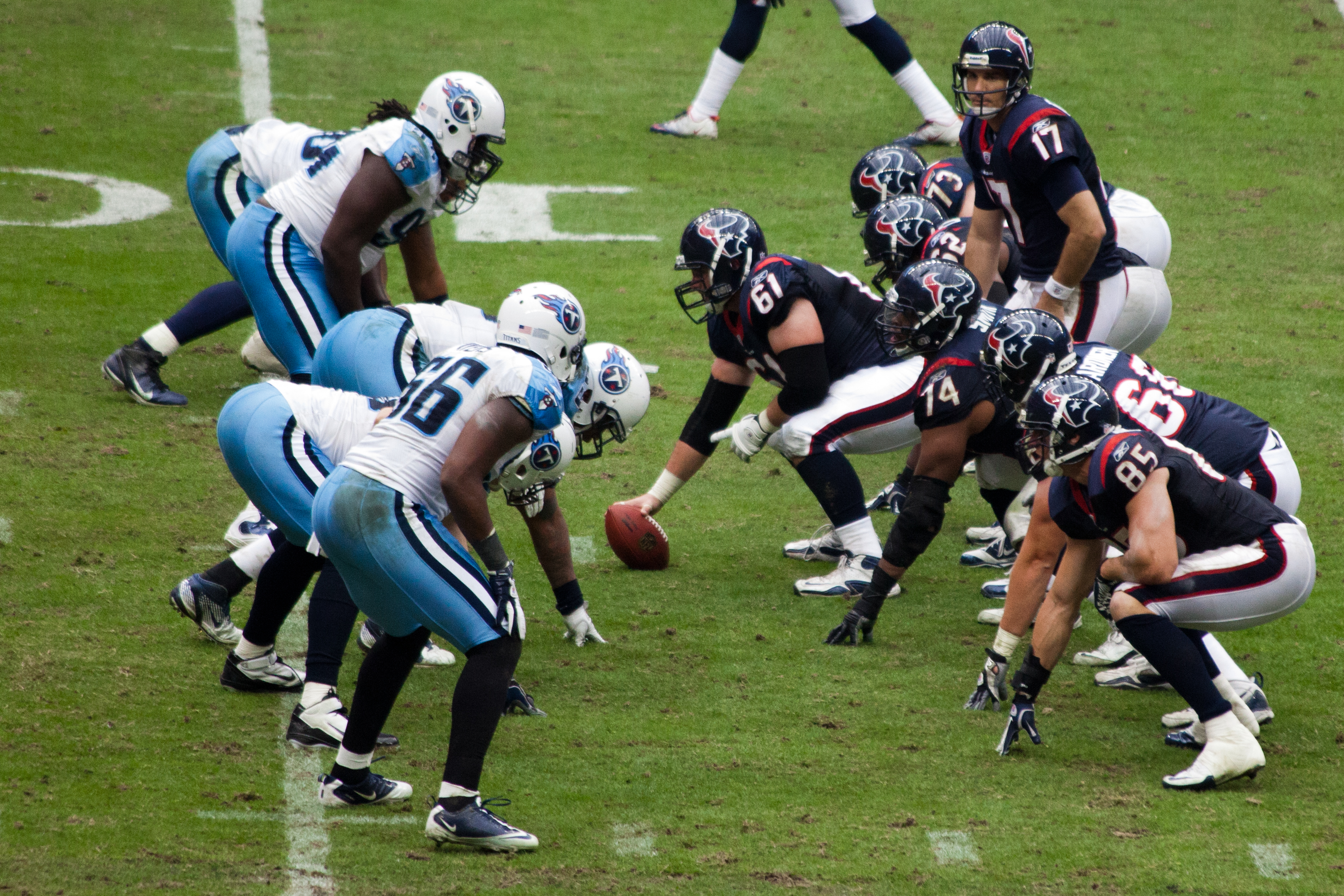
I Tennessee Titans opposti agli Houston Texans nel match del.

Il 20 agosto, all'alba della penultima gara di pre-stagione, Locker fu nominato titolare per la prima gara di stagione regolare 2012, in cui Titans furono sconfitti dai Patriots. Dopo un'altra sconfitta coi Chargers, la squadra vinse la prima gara stagionale ai supplementari contro i Lions. Nel turno successivo, Locker si infortunò nuovamente a un braccio uscito mal ridotto dalla partita della prima settimana coi Patriots, uscendo nel primo quarto e non facendo più ritorno in campo, venendo sostituito da Hasselbeck. La settimana successiva Matt partì come titolare contro i Vikings nella sconfitta. Hasselbeck partì come titolare anche nel Thursday Night successivo in cui Tennessee batté a sorpresa gli Steelers con un field goal all'ultimo secondo. Nella settimana 7 vi fu una vittoria al cardiopalma contro i Bills, seguita da una gara contro i Colts in cui i Titans, dopo essere stati in vantaggio per la maggior parte della partita persero ai supplementari.
Nella settimana 10, Locker tornò a partire come titolare e Tennessee inflisse ai Dolphins la loro peggior sconfitta casalinga dal 1968 con un 37-3. Nella settimana 12 i Titans persero con la squadra che in quel momento aveva il peggior record della lega, i Jaguars, perdendo poi contro i Texans e di nuovo coi Colts.
La quarta vittoria stagionale giunse nella settimana 15 contro i Jets, salvo poi subire una sconfitta nettissima (55-7) la settimana successiva contro i Green Bay Packers. L'ultima gara dell'anno fu una vittoria sui Jags. La stagione si concluse così con un record di 6-10 e il penultimo posto nella division.

### 2013
La terza e ultima stagione sotto la direzione di Munchak fu anche l'ultima per lo storico proprietario Bud Adams, che morì il 21 ottobre. La squadra firmò il quarterback Ryan Fitzpatrick, svincolato dai Buffalo Bills, che si alternò come titolare allo spesso infortunato Jake Locker. Dopo un ottimo inizio, vincendo tre delle prime quattro gare, Tennessee ebbe due diverse serie negative in cui perse tre partite consecutive. Nelle ultime due partite vinse contro Jaguars e Texans, terminando con un record di 7-9 al secondo posto della division, mancando i playoff per la quinta stagione consecutiva. Il 4 gennaio 2014, Munchack fu licenziato, segnando la fine della sua avventura con gli Oilers/Titans dopo 32 anni ininterrotti tra giocatore e allenatore.

### 2014
Come nuovo capo-allenatore del club fu assunto Ken Whisenhunt. La squadra ebbe una stagione disastrosa, terminando con un record di 2-14, il peggiore della lega assieme a quello dei Tampa Bay Buccaneers e il suo peggiore dal 1994, quando si trovava ancora a Houston. Dopo avere vinto la prima partita in trasferta contro i Chiefs, l'altra sola vittoria fu nel sesto turno contro i Jaguars, cui seguirono dieci sconfitte consecutive. Si alternarono tre diversi quarterback titolari, Locker, ancora spesso infortunato e che si ritirò a fine stagione all'età di 26 anni, Charlie Whitehurst e il rookie scelto nel sesto giro del Draft Zach Mettenberger.

### 2015

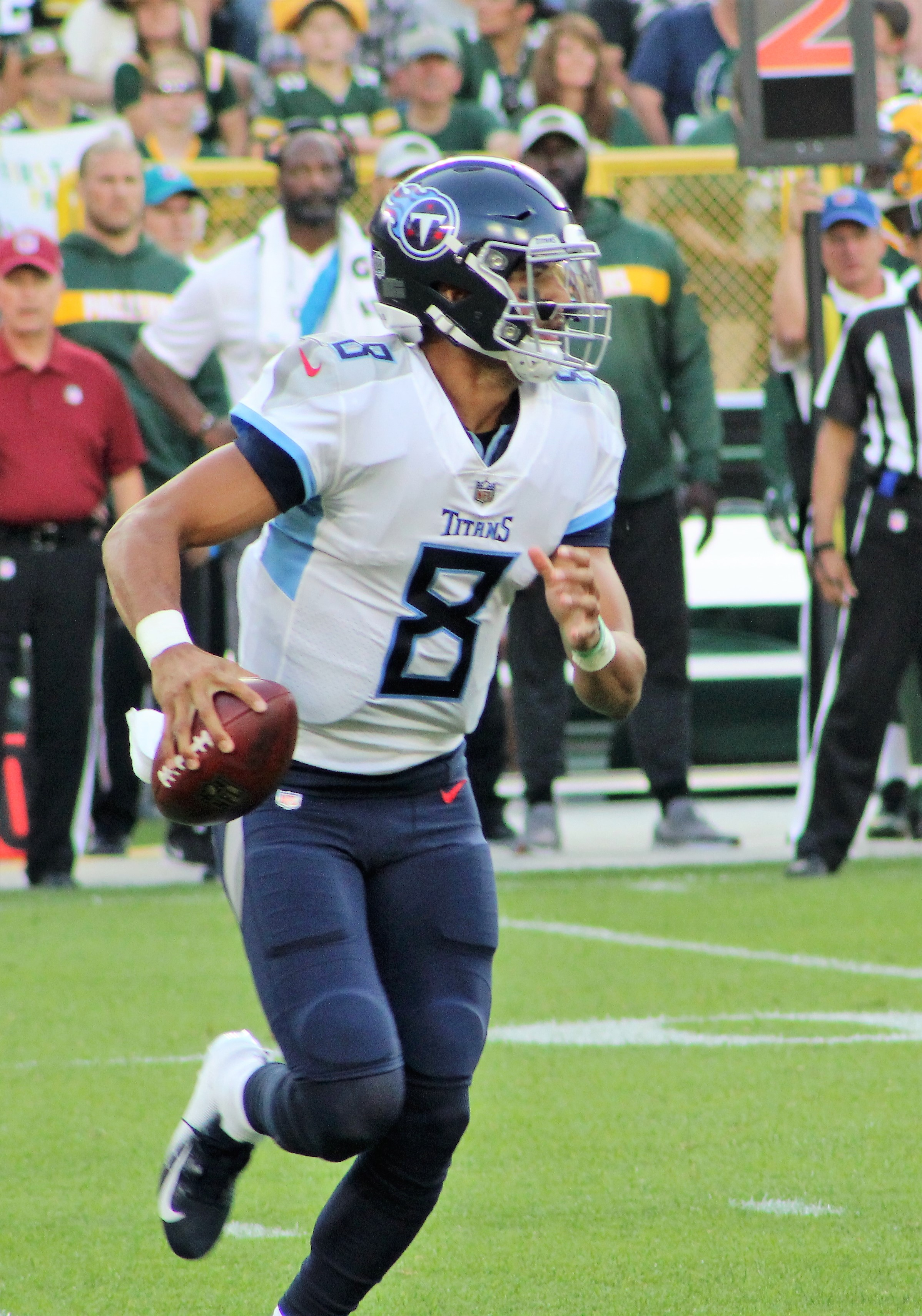
I Titans scelsero Marcus Mariota come secondo assoluto nel Draft 2015

In possesso della seconda scelta assoluta nel Draft NFL 2015, la squadra scelse il quarterback Marcus Mariota da Oregon, vincitore dell'Heisman Trophy 2014. Nominato titolare per la stagione regolare, fece registrare uno dei migliori debutti professionistici della storia per un quarterback, passando 4 touchdown e terminando con un passer rating perfetto di 158,3 nella vittoria su Tampa Bay. Tale inizio incoraggiante fu però seguito da una serie di sei sconfitte consecutive che portò al licenziamento di Whisenhunt. Al suo posto fu promosso come allenatore ad interim l'assistente Mike Mularkey Mariota finì per infortunarsi perdendo le ultime gare stagionali e l'annata si chiuse col peggior record della lega, 3-13, guadagnando la prima scelta assoluta nel Draft NFL 2016.

### 2016

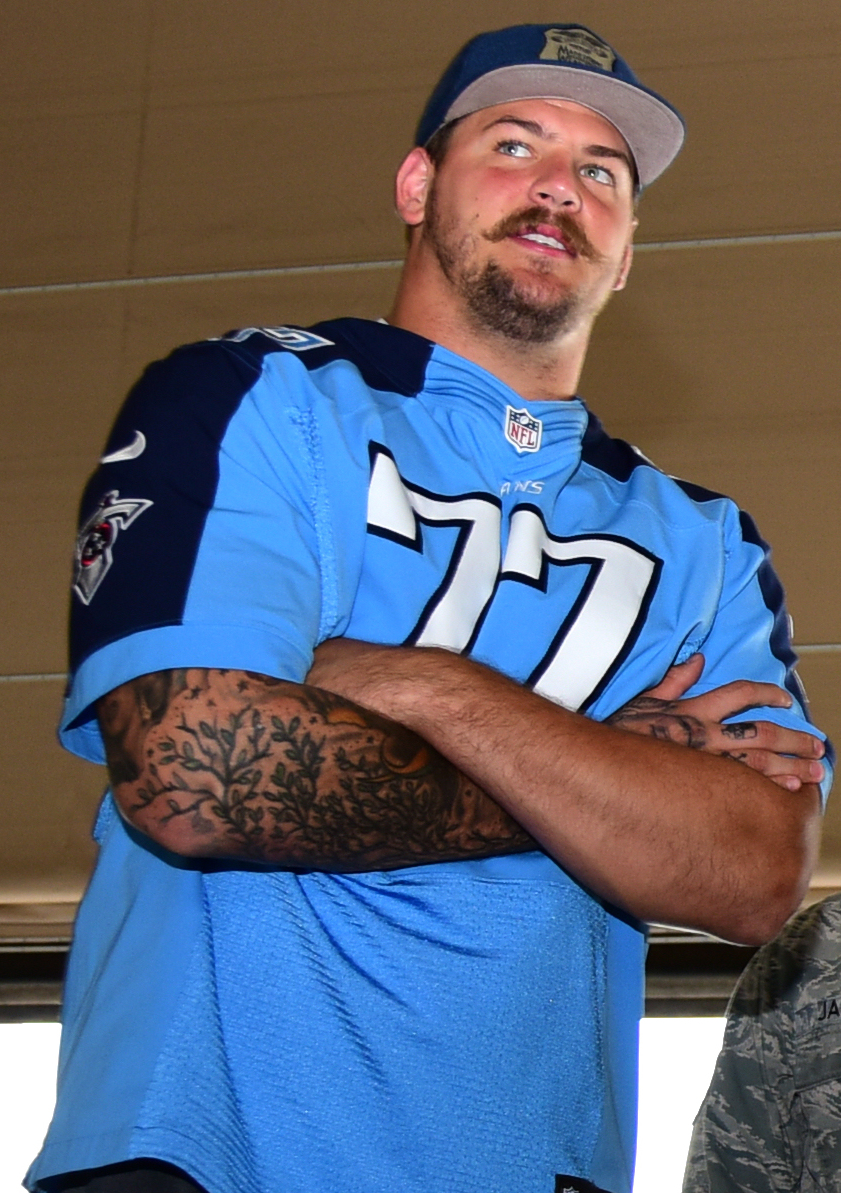
Il tackle Taylor Lewan

Prima del Draft, i Titans cedettero la loro prima scelta assoluta ai Los Angeles Rams. Nel mercato primaverile acquisirono il running back Pro Bowler DeMarco Murray, reduce da una stagione poco felice ai Philadelphia Eagles. Mularkey invece fu confermato allenatore dopo l'esperienza ad interim dell'anno precedente. Il 2016 vide i Titans triplicare il loro numero di vittorie nel 2015, ma mancarono l'accesso ai playoff per l'ottavo anno consecutivo, la quinta striscia attiva più lunga nella NFL. Tennessee era finita alla pari con i Texans per il titolo della AFC South ma fu classificata al secondo posto perché aveva un record peggiore di quello di Houston contro gli avversari della propria division (5 vittorie contro 2 sole dei Titans). Mariota mostrò progressi rispetto alla sua prima stagione ma subì nuovamente un infortunio nel finale di stagione. Murray tornò a superare le mille yard corse in stagione e fu uno dei cinque giocatori di Tennessee a venire convocato per il Pro Bowl.

### 2017
Nel 2017, malgrado Mariota avesse lanciato più intercetti che touchdown (15 contro 13), i Titans terminarono con un bilancio di 9 vittorie e 7 sconfitte al secondo posto nella division, raggiungendo i playoff per la prima volta dal 2008. La safety Kevin Byard guidò la NFL con 7 intercetti e fu uno dei sei giocatori del club ad essere convocato per il Pro Bowl.
Nel primo turno di playoff i Titans rimontarono uno svantaggio di 21–3 alla fine del primo tempo contro i Chiefs andando a vincere per 22–21 e cogliendo la prima vittoria nella post-season dal 2003. La squadra fu eliminata nel turno successivo dai New England Patriots campioni in carica, perdendo per 35–14. Malgrado la stagione positiva, il club e il capo-allenatore Mike Mularkey decisero consensualmente di separarsi a fine anno.

### 2018
Il 20 gennaio 2018 l'ex linebacker dei Patriots Mike Vrabel fu assunto come nuovo capo-allenatore.